# H-1
H-1 byl raketový motor na kapalné pohonné látky používaný na prvním stupni raket Saturn I a Saturn IB. Navrhla a vyráběla jej firma Rocketdyne, dnes divize společnosti Pratt & Whitney. Konstrukčně navazuje na motor S-3D, vyvinutý v padesátých letech a používaný na balistických raketách Thor a Jupiter. H-1 byl používán vždy ve svazku osmi motorů, v takzvaném Clusteru. Jako palivo sloužil vysoce rafinovaný petrolej RP-1 a jako okysličovadlo kapalný kyslík.

## Historie

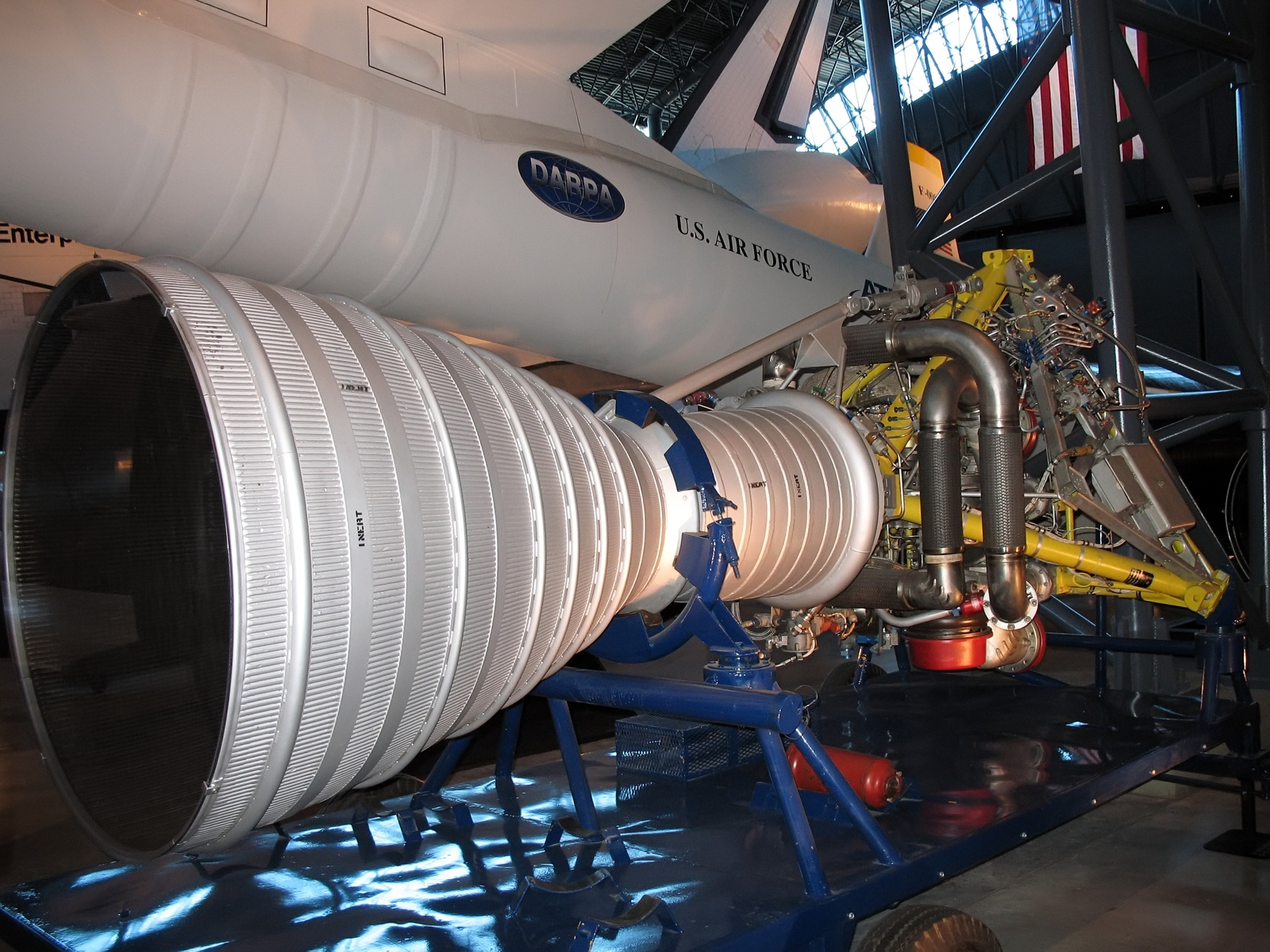
Původní motor S-3 rakety PGM-19 Jupiter

Vývoj každého nového motorů začíná v předstihu několik let před vývojem samotné nosné rakety. Saturn v tomto nebyl výjimkou a tak byly první specifikace jeho motorů načrtnuty již v roce 1957. Tehdy se Saturn nazýval Super-Jupiter a byl ve stádiu velmi rané koncepce. V dubnu 1957 zadala agentura ARPA (Advanced Research Projects Agency) vypracování studie těžké nosné rakety s nosností 9000 kg. Von Braunův tým v Army Ballistic Missile Agency spočítal, že tah při startu takové rakety by měl být až 1,5 milionu liber (~6,7 MN). Po vypuštění Sputniku 1 se práce na nové raketě daly do pohybu a koncept Super-Jupiteru dostal konkrétnější podobu. Jako pohonná jednotka prvního stupně měl byt použit svazek čtyř motorů E-1. Byl zvažován i motor F-1 ale ten je ve velmi rané fázi vývoje a byl tedy mimo hru. Podobně to však vypadalo i s motorem E-1, u kterého agentura ARPA (tehdejší investor) nepředpokládala nasazení dříve, než po roce 1960. Podle plánu se však statické zkoušky měly konat již koncem roku 1959.

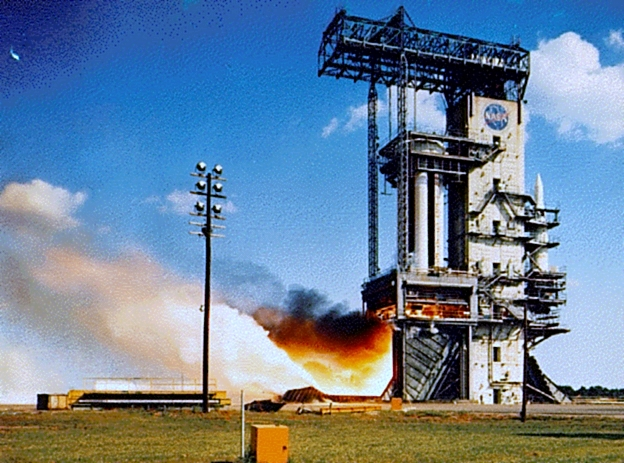
Statický test motorů

Motory E-1 byly tedy nahrazeny osmi slabšími motory postavenými na základě existujících motorů. Firma Rocketdyne byla vybrána, aby upravila starší motory S-3D, používané na balistických raketách Thor a Jupiter. Kontrakt byl podepsán 11. září 1958. Rocketdyne měl dlouholeté zkušenosti s konstrukcí raketových motorů a od konce druhé světové války byl jedním z hlavních dodavatelů raketových motorů pro letectvo a armádu. První prototyp byl zhotoven v rekordně krátkém čase a prošel statickým testem 31. prosince 1958. Vývoj poté probíhal velmi rychle a již v květnu 1959 byl do ABMA dodán první motor. O rok později (duben až květen 1960) již probíhaly statické testy včetně testu svazku všech osmi motorů.
První raketa Saturn I odstartovala v říjnu 1961 a všechny motory pracovaly správně. Při čtvrté misi SA-4 byl proveden test výpadku motoru. Jeden byl úmyslně vypnut a řídící systém musel přesměrovat palivo do zbylých sedmi a prodloužit dobu jejich činnosti tak, aby bylo dosaženo požadované trajektorie. Při šesté misi A-101 došlo ke stejné situaci, tentokrát ale neplánovaně. Jeden motor se po poruše turbočerpadla zastavil a jeho tah musel být kompenzován zbylými motory.
Motor byl zdokonalován i během sériové výroby a průběžně tak docházelo ke zvyšování tahu. Saturn I byl zpočátku vybaven jednotkami o tahu 734 a později 836 kN. Saturn IB používal při prvních pěti misích jednotky o tahu 890 kN a při posledních misích je nahradily nejsilnější jednotky s tahem až 912 kN. Motory H-1 nebyly použity na jiné nosné raketě a poslední start se tak konal 15. července 1975, když raketa Saturn IB vynesla kosmickou loď Apollo na společnou Sovětsko-Americkou misi Apollo-Sojuz.

## Popis

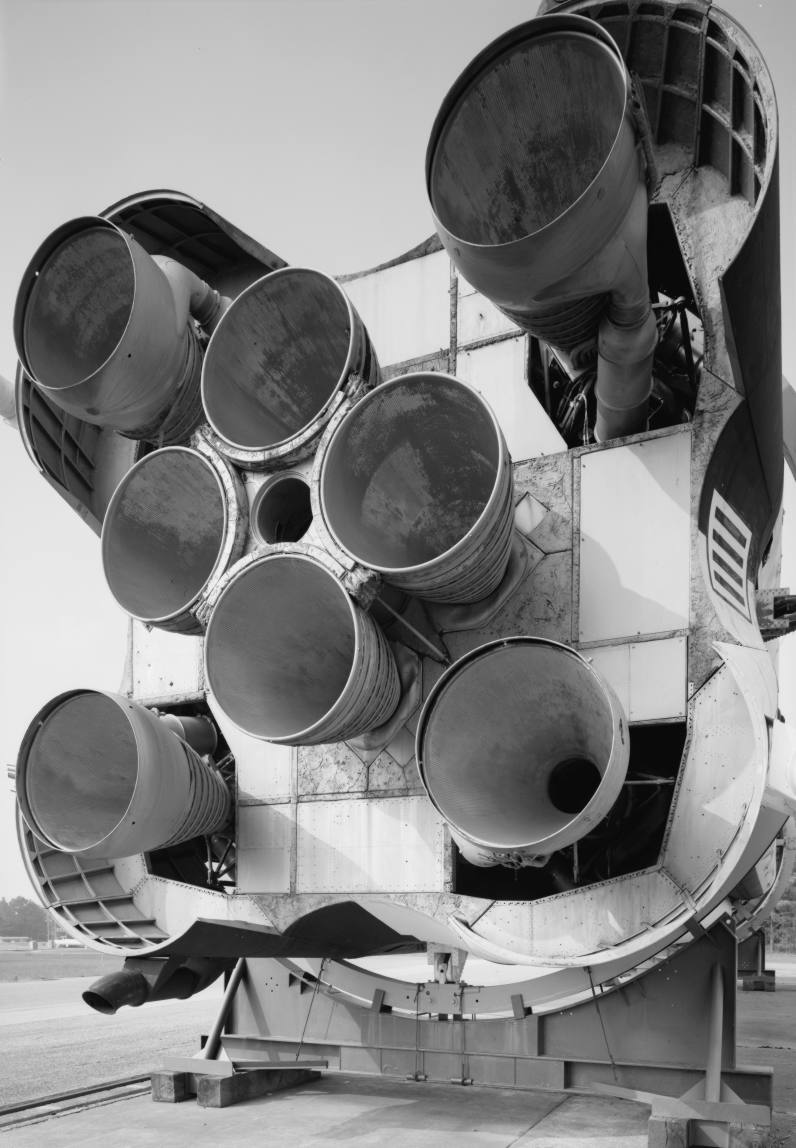
Osm motorů H-1 na prvním stupni rakety Saturn I

Konstrukce motoru byla typická pro období padesátých let. Pohonné látky byly dopravovány do spalovací komory pomocí turbočerpadla poháněného malou spalovací turbínou. Jedná se tedy o motor s otevřeným cyklem. Jak je uvedeno výše, motor je konstrukčně odvozen od motoru S-3D. Potřeba zvýšení tahu až k hranici téměř 1 MN však donutila konstruktéry hledat nová řešení chlazení spalovací komory, mazání pohyblivých součástí, dopravy a vstřikování pohonných látek, mechanismu směrování tahu a dalších systémů.
Spalovací komora měla nový tvar, který umožňoval dosáhnout vyšší tlak, teplotu a expanzní poměr. To vedlo k rychlejšímu a efektivnějšímu spalování a tím se zvýšil tah. Ze jmenovaných parametrů nové komory vyvstávala potřeba inovovat chlazení. Systém regenerativního chlazení motoru S-3D používal zastaralé koncepce dvojité stěny a paliva proudícího ve spáře. Tento systém měl výrazná omezení z hlediska rychlosti průtoku a byl těžší. H-1 tedy využíval nového postupu výroby chladicích kanálků, kdy jsou tenké trubky navinuty a připájeny na stěnu komory a trysky. Tento způsob je sice nákladnější, ale dovoluje rychlejší cirkulaci chladicího média, lepší přestup tepla a snižuje hmotnost. Jako chladicí médium byl nově použit kapalný kyslík. Výstupní trysky předchozích motorů mívaly tvar kužele. H-1 měl trysku ve tvaru zvonu, která mohla být o při stejném tahu o 20% kratší.

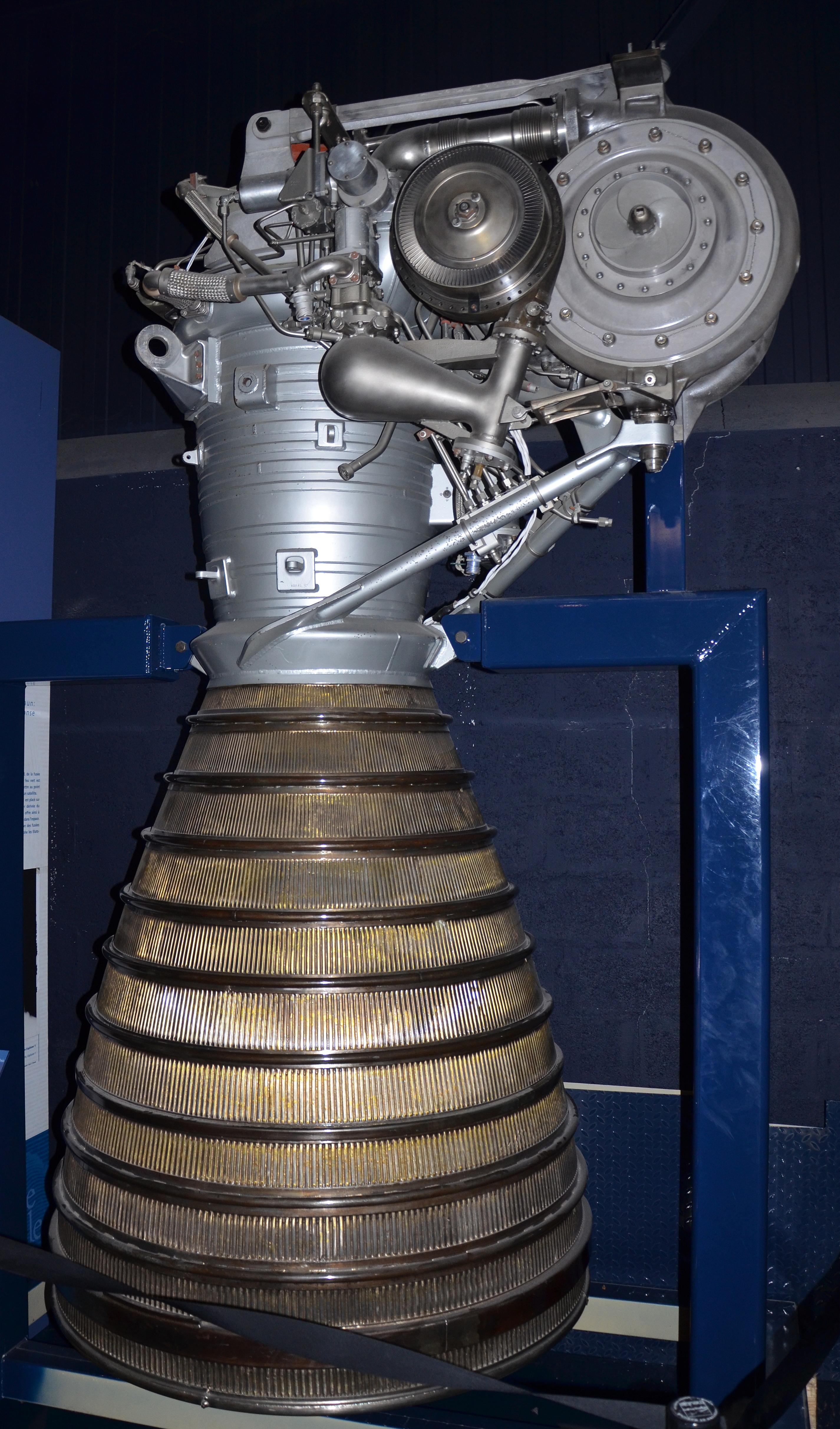
Motor H-1 v Musée de l'Air et de l'Espace v Le Bourget

Pokrok v oblasti rychlosti spalování a objemu výstupních plynů přinášel požadavek na rychlejší dopravu paliva a tím pádem i silnější turbočerpadla. Nová konstrukce čerpadlové jednotky musela zvládat dopravu pohonných látek při vyšších tlacích, větším průtoku, ale při stejné hmotnosti a velikosti jako starší jednotka. Bylo proto nutné zvýšit otáčky turbočerpadel. Vysoké otáčky způsobovaly větší namáhání a to vyžadovalo použití odolnějších materiálů, zvýšení výrobní přesnosti, vyšší jakost povrchu styčných ploch, lepší mazání a odvod tepla vzniklého třením.
Systém mazání byl výrazně zjednodušen. Jako mazivo bylo nově používáno palivo RP-1, které procházelo přes směšovací zařízení, které do něj přidávalo aditiva pro lepší mazací vlastnosti. Samotné RP-1 je stejně jako petrolej rozpouštědlo a z hlediska tribologie tedy není vhodné mazivo. Aditiva však zhoršují jeho vlastnosti jako paliva a proto bylo „přimazáno“ pouze malé množství RP-1. Po splnění jeho mazací úlohy bylo opět smíšeno se zbytkem a spáleno ve spalovací komoře. Takovýto systém mazání řešil i odvod tepla od součástí s vysokým třením, protože „mazivo“ vzniklé teplo odvádělo a později stejně shořelo.
Pohon turbočerpadla zajišťovala spalovací turbína, která odebírala část pohonných látek z hlavního vedení. K nastartování turbíny bylo potřeba zažehnout plynový generátor na tuhé pohonné látky, což byl v podstatě malý raketový motor. Vzniklé plyny poskytly turbíně hybnost na dostatečnou dobu, než začalo proudit palivo a proces se stal samo-udržitelným. Po zastavení motoru mohl být zážeh zopakován, ale pouze při statických testech na zemi. Opakovaný zážeh totiž vyžadoval ruční výměnu plynového generátoru na TPL a zážehového systému.
Na prvním stupni Saturnu I byly čtyři motory umístěny uprostřed (vnitřní) a další čtyři po obvodu (vnější). Jejich konstrukce se tak mírně lišila, protože vnitřní motory byly nepohyblivé, ale vnější musely být kloubově zavěšené aby se jejich nakloněním dosáhlo potřebného řídícího momentu. Dřívější motory měly na výstupní trysce připevněny lamely, které směrovaly část proudu plynů a tak byl získán řídící moment. Nová koncepce využívala hydraulické naklápění celého motoru. To znamenalo umístění turbočerpadel a dalších komponent přímo na pohyblivou konstrukci motoru. Výsledkem byl složitější ale efektivnější systém směrování tahu a zároveň byla minimalizována potřeba vysokotlakých vedení (díky kratší vzdálenosti mezi čerpadlem a komorou).